# Bagne de Cherbourg
Le bagne de Cherbourg est un établissement pénitentiaire, dédié aux travaux forcés, qui a accueilli des forçats sous le Consulat et l'Empire. 

## Historique
Il est créé à Cherbourg en l'an XI (1803) par le premier Consul Bonaparte, pour accueillir les prisonniers du bagne du Havre, désaffecté à cette époque, et qui a été établi par l'arrêté directorial du 7 fructidor an VI pour la détention des militaires et marins condamnés aux fers pour désertion,,,. 
De faible importance, il est situé sur la commune d'Équeurdreville, sur les ruines de l'Abbaye du Vœu.
Il est supprimé en 1808, et on envoie ses 262 condamnés au bagne de Lorient. Rouvert en 1809, il ferme définitivement à l'avènement de la Seconde restauration, en 1815, où ses 279 détenus sont transférés à Brest. Ses bâtiments accueillent ensuite la caserne d'artillerie de marine.
| an XII | an XIII | an XIV | 1806 | 1807 | 1808 | 1810 | 1811 | 1812 | 1813 | 1814 | 1815 |
| ------ | ------- | ------ | ---- | ---- | ---- | ---- | ---- | ---- | ---- | ---- | ---- |
| 101    | 264     | 318    | 322  | 298  | 262  | 212  | 279  | 278  | 325  | 330  | 279  |